# 한국 로레알-유네스코 여성과학자상
한국 로레알-유네스코 여성과학자상은 매년 대한민국의 여성 과학자에게 주어지는 상이다.
2002년 제정되어 로레알코리아, 유네스코한국위원회, 여성생명과학기술포럼이 공동 주관한다.

## 역사
2002년 여성생명과학기술포럼과 로레알코리아가 함께 ’한국 로레알 여성생명과학상’을 제정했다.
2004년부터 유네스코 한국위원회가 참여하여 ‘한국 로레알-유네스코 여성생명과학상’으로, 2017년부터 ‘여성과학상’으로 명칭을 바꾸어 생명과학 분야 뿐 아니라 과학 전분야에서 활동하는 한국 여성 과학자로 범위를 확대하였다.

## 역대 수상자[2]
| 연도          | 부문         | 수상자                                                                                    |
| ------------- | ------------ | ----------------------------------------------------------------------------------------- |
| 1회 (2002년)  | 본상         | 노정혜(서울대)                                                                            |
| 1회 (2002년)  | 신진과학자상 | 백자현(연세대)                                                                            |
| 1회 (2002년)  | 공로상       | 오세화(한국화학연구소), 김영환(국회의원)                                                  |
| 2회 (2003년)  | 본상         | 김영중(서울대)                                                                            |
| 2회 (2003년)  | 신진과학자상 | 김홍희(서울대)                                                                            |
| 2회 (2003년)  | 공로상       | 유경자(연세대), 한형호(과학기술부)                                                        |
| 3회 (2004년)  | 진흥상       | 나도선(울산대)                                                                            |
| 3회 (2004년)  | 약진상       | 묵인희(서울대), 문애리(덕성여대)                                                          |
| 3회 (2004년)  | 공로상       | 한문희(프로테오젠㈜), 김숙희(한국영양식품재단)                                            |
| 4회 (2005년)  | 진흥상       | 이연희(서울여대)                                                                          |
| 4회 (2005년)  | 약진상       | 김영미(울산대), 백성희(서울대)                                                            |
| 4회 (2005년)  | 공로상       | 박기영(대통령 정보과학기술보좌관)                                                         |
| 5회 (2006년)  | 진흥상       | 백경희(고려대)                                                                            |
| 5회 (2006년)  | 펠로십       | 김주양(울산대), 박지혜(한국과학기술원), 송은주(한국과학기술연구원)                        |
| 6회 (2007년)  | 진흥상       | 이홍금(극지연구소)                                                                        |
| 6회 (2007년)  | 펠로십       | 김정화(서울대), 장호희(경상대), 하은미 (이화여대)                                         |
| 7회 (2008년)  | 진흥상       | 이영숙(포항공대)                                                                          |
| 7회 (2008년)  | 펠로십       | 김지원(가톨릭대), 정현자(호서대), 조경옥(가톨릭대)                                        |
| 8회 (2009년)  | 진흥상       | 배현숙(연세대)                                                                            |
| 8회 (2009년)  | 펠로십       | 이윤진(한국원자력의학원), 이진아(한남대), 우주연(한국과학기술원)                          |
| 9회 (2010년)  | 진흥상       | 김승희(식품의약품안전평가원)                                                              |
| 9회 (2010년)  | 펠로십       | 서원희(차의과학대), 이나경(순천향대), 황은숙(이화여대)                                    |
| 10회 (2011년) | 진흥상       | 백성희(서울대)                                                                            |
| 10회 (2011년) | 펠로십       | 박보연(연세대), 우현애(이화여대), 조경아(전남대)                                          |
| 11회 (2012년) | 진흥상       | 이공주(이화여대)                                                                          |
| 11회 (2012년) | 펠로십       | 김자은(경희대) 송미령(광주과학기술원) 정초록(한국생명공학연구원)                          |
| 12회 (2013년) | 진흥상       | 유영숙(한국과학기술연구원)                                                                |
| 12회 (2013년) | 펠로십       | 목혜정(건국대) 이세원(서울대병원) 이승희(서울대)                                          |
| 13회 (2014년) | 진흥상       | 정선주(단국대)                                                                            |
| 13회 (2014년) | 펠로십       | 민달희(서울대) 김혜영(서울대) 심지원(한양대)                                              |
| 14회 (2015년) | 진흥상       | 문애리(덕성여대)                                                                          |
| 14회 (2015년) | 펠로십       | 문재희(서울아산병원) 유승아(가톨릭대) 이혜미(충남대)                                      |
| 15회 (2016년) | 진흥상       | 묵인희(서울대)                                                                            |
| 15회 (2016년) | 펠로십       | 김현경(서울대) 이정민(한국과학기술원) 유남경(서울대)                                      |
| 16회 (2017년) | 진흥상       | 손영숙(경희대)                                                                            |
| 16회 (2017년) | 펠로십       | 박현지(연세대) 박진실(가톨릭대) 이사민(울산대)                                            |
| 17회 (2018년) | 진흥상       | 이호영(서울대)                                                                            |
| 17회 (2018년) | 펠로십       | 신미경(한국과학기술원) 이경아(서울대) 이유리(기초과학연구원)                              |
| 18회 (2019년) | 진흥상       | 이미옥(서울대)                                                                            |
| 18회 (2019년) | 펠로십       | 김필남(한국화학기술원) 이수현(한국화학기술원) 정현정(한국화학기술원) 진윤희(연세대학교)   |
| 19회 (2020년) | 진흥상       | 조은경(충남대학교)                                                                        |
| 19회 (2020년) | 펠로십       | 최소영(한국화학기술원) 임선민(연세대학교) 김지혜(서울아산병원) 강정아(한국생명공학연구원) |
| 20회 (2021년) | 진흥상       | 이유미(경북대학교)                                                                        |
| 20회 (2021년) | 펠로십       | 김보람(한국과학기술원) 박민희(경북대학교) 강단비(성균관대학교) 이효정(국가수리과학연구소) |
| 21회 (2022년) | 진흥상       | 김홍희(서울대)                                                                            |
| 21회 (2022년) | 펠로십       | 김은지(서울대) 여진아(질병관리청) 이선영(연세대학교 세브란스병원)                         |
| 22회 (2023년) | 진흥상       | 박현성(서울시립대학교)                                                                    |
| 22회 (2023년) | 펠로십       | 박한슬(충북대학교) 윤이나(의약바이오컨버전스연구단) 김자영(연세대학교) 김민경(경북대학교) |

## 같이 보기
- 올해의 여성과학기술인상
- 과학과 여성